# 银粉背蕨
银粉背蕨（学名：[Aleuritopteris argentea] 错误：{{Lang}}：文本有斜体标记（帮助）），为中国蕨科粉背蕨属下的一个种。俗名：假银粉背蕨、长尾粉背蕨、德钦粉背蕨、裂叶粉背蕨。